# Pearl Eaton
Pearl Eaton (1 de agosto de 1898 – 10 de septiembre de 1958) fue una actriz, coreógrafa y profesora de baile estadounidense cuya actividad artística estuvo centrada en las décadas de 1910 y 1920.

## Inicios
Nacida en Norfolk (Virginia), a temprana edad empezó a seguir estudios de baile en Washington D. C. junto a sus hermanas Doris y Mary. En 1911 las tres hermanas fueron contratadas para participar en una producción de la obra de Maurice Maeterlinck El Pájaro Azul, representada en el Teatro Shubert Belasco de Washington. Aunque Eaton tuvo un pequeño papel en la representación, le sirvió como introducción al mundo del teatro profesional.
Tras finalizar El Pájaro Azul en 1912, las tres hermanas Eaton y su hermano menor Joe empezaron a actuar en varias obras y melodramas en la compañía Poli. Rápidamente se ganaron una buena reputación como actores versátiles y profesionales, y raramente les faltó el trabajo. En 1915 las hermanas actuaron en una nueva producción de El Pájaro Azul para la compañía Poli, y Doris y Mary obtuvieron los papeles protagonistas de Mytyl y Tytyl. Posteriormente, todas ellas fueron invitadas a repetir sus papeles en Nueva York y en una gira producida por los Hermanos Shubert.
Aunque el papel de Pearl en El Pájaro Azul fue pequeño, su baile impresionó a los Shubert, que le ofrecieron un puesto en el coro del último espectáculo de Al Jolson en el Teatro Winter Garden, Robinson Crusoe, Jr. Esta obra marcó el comienzo de su carrera como adulta en el teatro musical.

## Éxito teatral y cinematográfico
Tras su participación en Robinson Crusoe Jr., Eaton actuó en otro espectáculo en el Winter Garden, The Passing Show. Cuando la producción salió de gira, Eaton siguió en el reparto. Durante la misma, la actriz se enamoró de uno de los músicos de la compañía, el violinista Harry Levant, con quien se casó en 1917. Al año siguiente tuvieron una hija, Doris. Poco después del nacimiento, Eaton recobró su forma física y se reincorporó al Winter Garden, actuando como bailarina en la pieza Sinbad.
En la primavera de 1918 Eaton fue contratada como bailarina corista para participar en la última edición de las Ziegfeld Follies, siguiendo en el espectáculo durante cinco años. Aunque no llegó a ser una primera bailarina de las Follies, trabajó como ayudante del coreógrafo Ned Wayburn.
En abril de 1923 Eaton protagonizó Plunder, en el Teatro Majestic de Nueva York. En una ocasión sustituyó a Marilyn Miller en un coro de las Ziegfeld, ya que la estrella se encontraba enferma de paperas.
Tras su última actuación con las Follies, Eaton se asoció con el productor Charles Dillingham, trabajando en sus espectáculos varios años, tanto como artista como directora de baile. En este período se convirtió en una conocida y respetada personalidad de Broadway, y fue incluso homenajeada con una caricatura en las paredes del restaurante teatral Sardi's. Su último show en Broadway fue She's My Baby, en el Teatro Lunt-Fontanne en 1928.
A finales de la década de 1920 Eaton se trasladó a Los Ángeles, California, donde trabajó como directora de baile y coreógrafa para RKO Pictures, ideando los bailes de filmes como Hit the Deck, interpretado por Jack Oakie.
En diciembre de 1928 fue seleccionada por el artista húngaro Erno Bakos para hacer un retrato de la más típica rubia americana. Bakos estudió a las bellezas teatrales y cinematográficas en busca de una chica ideal, considerando finalmente que Eaton poseía la combinación perfecta de belleza, inteligencia, personalidad y encanto.

## Década de 1930 y posteriores
Al igual que ocurrió con sus hermanos, la carrera artística de Pearl Eaton declinó en la época de la Gran Depresión. A pesar de su respetado trabajo en RKO, perdió su puesto en 1930. Posteriormente siguió actuando en el cine, aunque en pequeños papeles.
Eaton también se interesó por otras actividades. Así, abrió una academia de baile, compuso canciones y cuentos, se preparó para trabajar como agente inmobiliaria, y trabajó para la Oficina del Censo del Condado de Los Ángeles. Como algunos de sus hermanos, sufrió alcoholismo y adicción a los fármacos. Tras fallecer su segundo marido, el ejecutivo Dick Enderley, se recluyó en su domicilio sin apenas salir del mismo.
Fue encontrada muerta en 1958 en su apartamento de Manhattan Beach (California). Tenía 60 años de edad. Aunque la investigación policial determinó que la causa de la muerte fue un homicidio, el caso nunca se resolvió.
Pearl se encuentra enterrada en el cementerio Forest Lawn Memorial Park en Glendale (California).